# 岩井壽照
岩井 壽照（いわい よしてる、1949年〈昭和24年〉 - ）は、日本の画家、日本美術家連盟会員。妻は絵画修復師の岩井希久子。

## 略歴
- 1949年（昭和24年） - 広島県広島市生まれ。
- 1967年（昭和42年） - 崇徳高等学校卒業。
- 1976年（昭和51年） - 東京芸術大学美術学部油絵科 卒業 （同級生に吉武研司がいた。）
- 1977年（昭和52年）- この頃、岩井希久子(現・絵画修復家)と結婚する。
- 1980年（昭和55年） - 妻と共にイギリスに渡り4年半在住。
- 2008年（平成20年） - カルチャースクール東急セミナーBE〈渋谷〉『薄塗りの油絵』 講師
- 2010年（平成22年） - 特定非営利活動法人青木繁「海の幸」会 正会員

## 個展
- 2004年（平成16年） - 『「仮線酔譜」 - 鎮魂』
- 2005年（平成17年） - 『「仮線酔譜」 - 憶念』
- 2007年（平成19年） - 『「仮線酔譜」 - 祷』

## 出版物
- 『確かな技術に裏打ちされた伝統とモダンの融合』（『一枚の繪』462号 2010年に収録）

## 参考資料
- 『プロフェッショナル 仕事の流儀』（NHK総合テレビジョン）2010年11月22日放送
- アルティスジャパン・作家プロフィール
- みゆき画廊・作家プロフィール